# 熊石町
熊石町（くまいしちょう）は、北海道南西部・檜山支庁中部にあった、日本海に面した町である。
2005年10月1日、渡島支庁管内の八雲町と支庁を越えて合併した。新設合併で新町名は八雲町。同時に二海郡が新設される。現在の熊石町地域は渡島支庁に編入される。これに伴い、檜山支庁は南北に分断された（飛地）。
町名はアイヌ語の「クマウシ」（魚を乾かす竿のあるところ）に由来する。

## 地理
南西は日本海、北東は遊楽部岳などの山に囲まれている。平地は少なく、ほとんどが森林に覆われた山岳地帯である。山岳地帯から日本海に流れる何本かの河川の河口部にそれぞれ市街地が広がる。日本海の海岸線の大部分が岩礁地帯となっており、その景観の美しさから道立自然公園に指定されている。
- 山: 遊楽部岳 (1,277 m)、白水岳 (1,136 m)、雄鉾山 (999 m)
- 河川: 関内川、平田内川、見市川、冷水川、相沼内川
- 岬: 立待岬

### 隣接していた自治体
- 檜山支庁
  - 爾志郡：乙部町
  - 久遠郡：せたな町
- 渡島支庁
  - 山越郡：八雲町

## 歴史
- 1691年（元禄4年）番所が熊石に設置され、当時の和人地最北端となる。（後年、和人地は後志国や胆振国山越郡に拡大）
- 1741年(寛保元年)渡島大島の噴火に伴う津波により、大きな被害を受ける。
- 1744年(延享元年) 村が再建され、以後ニシン漁が栄える。
- 1807年（文化4年）天領となり松前奉行の所管となる。
- 1825年(文政4年 松前藩)領に復す。
- 1855年（安政2年）再び天領となり津軽藩が警固をおこなった。
- 幕末、見市温泉が発見される。
- 1873年（明治6年）熊石、泊川、相沼に戸長役場が設置される。
- 1902年（明治35年）北海道二級町村制施行により、熊石村、相沼内村及び泊川村の区域をもって、熊石村が発足する。この頃からニシン漁が衰退する。
- 1940年（昭和15年）3大字を廃止し、16行政字に再編。
  - 熊石村 → 鮎川、平、畳岩、根崎、雲石、鳴神、西浜、関内、大谷
  - 相沼内村 → 相沼、折戸、館平、泉岱
  - 泊川村 → 泊川、見目、黒岩
- 1959年（昭和34年）9月 - 宮古島台風が北海道南部に上陸。大成村と合わせて数百戸が流失する被害[1]。
- 1960年（昭和35年）人口がピークを迎える（10,049人）。
- 1962年（昭和37年）町制施行により熊石町となる。
- 2005年（平成17年）爾志郡熊石町及び山越郡八雲町が合併し、二海郡八雲町が発足する。

## 経済

### 産業
イカ、アワビなどの水産業が盛ん。

#### 漁業
- 熊石漁港

## 教育
- 道立高等学校
  - 北海道熊石高等学校
- 中学校
  - 熊石第一、熊石第二
- 小学校
  - 相沼、雲石、関内、泊川

## 交通

### 鉄道
町内を鉄道路線は通っていない。鉄道を利用する場合の最寄り駅は、JR北海道函館本線八雲駅。

### バス
- 函館バス

### 道路
- 一般国道
  - 国道229号
  - 国道277号

## 名所・旧跡・観光スポット・祭事・催事
- 奇岩雲石
- あわびの里フェスティバル（5月）
- 根崎神社例大祭（8月）
- 霊場門昌庵
- 木喰仏（門昌庵）
- 熊石歴史記念館
- 円空上人滞洞跡

## 出身の有名人
- 伊吹吾郎 （俳優）
- 荒井幸作（政治家・実業家）
- 余湖裕輝（漫画家）